# Laski (Węgrów)
Pour les articles homonymes, voir Laski.
Laski (prononciation : [ˈlaski]) est un village de polonais, situé dans la gmina de Łochów de la Powiat de Węgrów et dans la voïvodie de Mazovie dans le centre-est de la Pologne.
Il se situe à environ 5 kilomètres au sud-est de Łochów, 22 kilomètres au nord-ouest de Węgrów et à 60 kilomètres au nord-est de Varsovie.